# 許國璠
许国璠（？—？），字奂若。浙江山阴（今绍兴）人，清朝政治人物。

## 生平
康熙六年（1667）丁未科同进士第42名。康熙十九年至二十四年（1680--1685）任湖南平江知县。时朝廷刚刚平定吴三桂叛乱，军需物资摊派繁重，国璠体察民情，安抚百姓，处理政事灵活机智，民无怨言。审理案件认真细致，狱无冤案。他倡导教育，亲为诸生讲学，并捐资修建学校。学问与政绩，邑人传为佳话。事迹入《湖南通志》。

## 著作
康熙十九年纂修《平江县志》，北京图书馆（1977年照相复制本），湖南省图书馆（1976年抄本）有收藏。